# Allemande (muzyka)
Allemande – muzyczna forma taneczna oparta na niemieckim tańcu allemande z końca XVI wieku.
Część stała suity barokowej
.
Zwykle w formie pieśni dwuczęściowej. Metrum parzyste 4/4 z przedtaktem. Rytm szesnastkowy równomierny, niekiedy z drobnymi modyfikacjami. Tempo powolne, spokojny charakter
.
Znane allemande:
- Johann Sebastian Bach – Allemande  G-dur, BWV 836
- Ludwig van Beethoven – Allemande na fortepian A-dur, WoO 81 1793
- Robert Schumann – Karnawał No. 16 Valse allemande na fortepian, Op. 9/16 1835